# 1930 en arts plastiques
| Années des arts plastiques : 1927 - 1928 - 1929 - 1930 - 1931 - 1932 - 1933    |
| Décennies des arts plastiques : 1900 - 1910 - 1920 - 1930 - 1940 - 1950 - 1960 |

Cette page concerne l'année 1930 en arts plastiques.

## Événements
- Publication du Second manifeste du surréalisme par André Breton.

## Œuvres
- Début de la première campagne de restauration du temple de Portunus sur le forum Boarium à Rome[1].
- Vieux couple de musiciens de Salvador Dalí.

## Naissances
- 1er janvier : Jean-Pierre Duprey, poète, sculpteur et peintre français († 2 octobre 1959),
- 5 janvier : Jan Lebenstein, peintre et graphiste polonais († 28 mai 1999),
- 15 janvier : Paul Ahyi, sculpteur, architecte, peintre, architecte d'intérieur et auteur togolais († 4 janvier 2010),
- 16 janvier : Julio Silva, peintre et sculpteur franco-argentin († 4 avril 2020),
- 26 janvier : Napoleón Abueva, sculpteur philippin († 16 février 2018),
- 2 février : Pavel Canda, peintre juif d'origine tchèque († 17 avril 1995),
- 3 février : Gillian Ayres, peintre britannique († 11 avril 2018),
- 13 février : Ernst Fuchs, peintre, dessinateur, graveur, sculpteur, architecte, scénographe, compositeur, poète et chanteur autrichien († 9 novembre 2015),
- 10 mars : Ignacio Barrios, peintre mexicain († 22 janvier 2013),
- 14 mars : Mohammed Khadda, peintre, sculpteur et graveur algérien († 4 mai 1991),
- 17 mars : Robert Coutelas, peintre français († 24 juin 1985),
- 24 mars : Pierre Clayette, peintre, graveur, illustrateur et scénographe français († 18 décembre 2005),
- 15 avril : Gabrielle Bouffay, peintre française,
- 16 avril :
  - Zeev Kun, peintre israélien d’origine hongroise († 20 juin 2024),
  - John Seward Johnson II, sculpteur américain († 10 mars 2020),
- 18 avril : Robert Nyel, auteur-compositeur-interprète puis dessinateur satirique et peintre français († 16 novembre 2016),
- 23 avril : Henri Thomas, peintre français († 10 février 2016),
- 28 avril : Urbain Huchet, peintre et lithographe français,
- 15 mai : Jasper Johns, peintre américain,
- 19 mai : Maurice Fillonneau, peintre et aquarelliste français († 18 mars 2000),
- 24 mai : Ryszard Kiwerski, peintre, graphiste et affichiste polonais († 20 décembre 2015),
- 30 mai : Robert Ryman, peintre, dessinateur et illustrateur américain († 8 février 2019),
- 31 mai : Juan Genovés, peintre espagnol,
- 6 juin : Jerry Dumas, auteur de bande dessinée et illustrateur américain († 12 novembre 2016),
- 9 juin : Jean-Pierre Vielfaure, peintre, graveur et lithographe français († 27 avril 2015),
- 10 juin : Ilya Glazounov, peintre soviétique puis russe († 9 juillet 2017),
- 12 juin : Adolf Born, peintre, caricaturiste, cinéaste et illustrateur tchécoslovaque († 22 mai 2016),
- 15 juin : Ikuo Hirayama, peintre japonais, pacifiste et militant actif du désarmement nucléaire († 2 décembre 2009),
- 16 juin : Gotthard Graubner, peintre allemand († 24 mai 2013),
- 18 juin : Claude Goutin, sculpteur et dessinateur français († 27 août 2018),
- 20 juin : Magdalena Abakanowicz, sculptrice et artiste textile polonaise († 20 avril 2017),
- 26 juin : Pierre Gartier, peintre français († 18 octobre 2016),
- 2 juillet : Michel King, peintre, graveur et lithographe français,
- 3 juillet : Henri Déchanet, peintre et maître-verrier français,
- 4 juillet : Mohamed Demagh, sculpteur algérien († 16 août 2018),
- 17 juillet : Monique Baroni, peintre, pastelliste et lithographe française († 14 juin 2016),
- 23 juillet : Gustave Tiffoche, céramiste, sculpteur et peintre français († 25 juillet 2011),
- 25 juillet :
  - Daniel Louradour, peintre, illustrateur, décorateur et lithographe français († 8 juin 2007),
  - Jean Vuillemey, peintre français († 11 mars 2012),
- 1er août : Geoffrey Holder, acteur, chorégraphe, metteur en scène, danseur, peintre, costumier et chanteur trinidadien († 5 octobre 2014),
- 4 août : Enrico Castellani, peintre italien († 1er décembre 2017),
- 9 août : Zarou, peintre et lithographe français († 23 novembre 2013),
- 11 août : André Thomkins, peintre, sculpteur et poète suisse († 8 novembre 1985),
- 30 août : Piero Leddi, peintre italien († 4 juin 2016),
- 4 septembre : Reginald Gray, peintre portraitiste irlandais († 29 mars 2013),
- 19 septembre : Christopher White, historien de l'art britannique,
- 22 septembre : Antonio Saura, peintre et écrivain espagnol († 22 juillet 1998),
- 23 septembre : Gabriel Ellison, peintre, sculptrice, illustratrice, dessinatrice de timbre postal et écrivaine zambienne († 18 juillet 2017),
- 29 septembre : Minoru Niizuma, artiste sculpteur abstrait japonais († 5 septembre 1998).
- 2 octobre : Dadamaino, peintre italienne († 13 avril 2004),
- 10 octobre : André Villers, photographe et artiste plasticien français († 1er avril 2016),
- 16 octobre : Claudévard, peintre et cartonnier suisse († 7 avril 2004),
- 27 octobre : Claude Gozlan, peintre et lithographe français († 23 mars 2006),
- 29 octobre : Niki de Saint Phalle, artiste française († 2002),
- 30 octobre : Sergi Mas, sculpteur, dessinateur, illustrateur, peintre, graveur, lithographe, affichiste et écrivain andorran,
- 20 novembre : Michel Aubert, peintre et lithographe français;
- 27 novembre : Gilbert Louage, peintre français († 5 décembre 1975),
- 3 décembre : Yves Trudeau, sculpteur canadien († 18 décembre 2017),
- 9 décembre : Arnold Belkin, peintre canadien et mexicain († 3 juillet 1992),
- 23 décembre : Paul Ambille, peintre français († 5 juillet 2010),
- Date précise inconnue :
  - Frédéric Benrath, peintre français († 17 avril 2007),
  - Ruggero Giangiacomi, peintre italien († avril 2006),
  - Antonio Lupatelli, illustrateur italien († 18 mai 2018),
  - Meriem Mazian, peintre marocaine († 29 mars 2009),
  - Shū Takahashi, peintre japonais.
  - Tokudo Shishido, graveuse et lithographe japonaise.

## Décès
- 7 janvier : André Suréda, peintre, dessinateur, graveur et illustrateur français (° 5 juin 1872),
- 12 janvier : Gustav van Treeck, peintre-verrier allemand (° 1er juin 1864),
- 13 janvier : René Ménard, peintre symboliste français (° 15 avril 1862),
- 16 janvier : Angiolo Achini, peintre italien  (° 6 mars 1850),
- 17 janvier : Henry de Groux, peintre et sculpteur symboliste belge (° 1866),
- 18 janvier : Anna Adelaïde Abrahams, peintre de natures mortes néerlandaise (° 16 juin 1849),
- 27 janvier :
  - Eugène Dauphin, peintre français (° 30 novembre 1857),
  - Leonardo de Mango, peintre orientaliste italien (° 19 février 1843),
- 28 janvier : Édouard Bénédictus, chimiste, décorateur, peintre et compositeur français (° 29 juin 1878),
- 10 février : Maurice Neumont, peintre et affichiste français (° 22 septembre 1868),
- 12 février : Daniel Duchemin, peintre français (° 5 janvier 1866),
- 24 février : Jacobus van Looy, peintre néerlandais (° 12 septembre 1855),
- 8 mars : Jules Habert-Dys, peintre, maître-verrier, graveur et enseignant français (° 23 septembre 1850),
- 11 mars : Auguste Durst, peintre français (° 7 juillet 1842),.
- 13 mars : Louis Monziès, peintre et graveur français (° 28 mai 1849),
- 17 mars : Karl Edvard Diriks, peintre norvégien (° 9 janvier 1855),
- 20 mars : Hoca Ali Rıza, peintre turc (° 1858),
- 24 mars : Eugeen van Mieghem, peintre belge (° 1er octobre 1875),
- 7 avril : Ricardo Acevedo Bernal, peintre colombien (° 4 mai 1867),
- 8 avril : Paul Antin, peintre français (° 14 avril 1863),
- 17 avril :
  - Alexandre Golovine, peintre et décorateur de théâtre russe puis soviétique (° 1er mars 1863),
  - Léon Leclerc, peintre français (° 24 avril 1866),
- 20 avril : Léonce Ricau, peintre français (° 6 novembre 1840),
- 26 avril : Henry-Eugène Delacroix, peintre français (° 16 janvier 1845),
- 28 avril : Willy Finch, peintre belge (° 28 novembre 1854),
- 5 mai : Paul Chocarne-Moreau, peintre naturaliste et illustrateur français (° 31 octobre 1855),
- 10 mai : 
  - Heinrich Anton Müller, peintre et sculpteur suisse (° 22 janvier 1869),
  - Kanzan Shimomura, peintre japonais (° 10 avril 1873),
- 21 mai : Jules-Armand Hanriot, peintre, graveur et illustrateur français (° 11 juin 1853),
- 2 juin : Jules Pascin, peintre américain d'origine bulgare (° 31 mars 1885),
- 3 juin : Oleksandr Bohomazov, peintre russe puis soviétique (° 26 mars 1880),
- 5 juin : Nicolas Tarkhoff, peintre russe puis soviétique (° 20 janvier 1871),
- 6 juin : Jehan Raymond, peintre, décorateur, designer et enseignant français (° 28 novembre 1849),
- 22 juin :
  - Philippe Robert, peintre et illustrateur suisse (° 30 avril 1881),
  - Joseph Rossi, peintre français d'origine suisse (° 29 janvier 1892),
- 1er juillet : Olga Meerson, peintre russe puis soviétique (° 5 décembre 1880),
- 15 juillet : Pierre Bonnaud, peintre français (° 16 novembre 1865),
- 4 août : Émile Renard, peintre français (° 5 octobre 1850),
- 5 août : Auguste Prévot-Valéri, peintre français (° 21 janvier 1857),
- 21 août : Christopher Wood, peintre anglais (° 7 avril 1901),
- 25 août : Numa Marzocchi de Bellucci, peintre français (° 31 janvier 1846),
- 23 septembre : Lothar von Seebach, peintre, dessinateur, aquarelliste et graveur allemand puis français (° 26 mars 1853),
- 24 septembre : Otto Mueller, peintre et imprimeur allemand (° 16 octobre 1874),
- 25 septembre : Abram Arkhipov, peintre russe puis soviétique (° 27 août 1862),
- 29 septembre : Ilia Répine, peintre russe (° 24 juillet 1844),
- 7 octobre : Ignace Spiridon, peintre italien naturalisé français (° 22 octobre 1848),
- 9 octobre : Louis Béroud, peintre français (° 17 janvier 1852),
- 17 octobre : Albert Joseph Pénot, peintre français (° 28 février 1862),
- 19 octobre : Henry Gerbault, peintre, illustrateur, affichiste et dramaturge français (° 24 juin 1863),
- 26 octobre : Paul-Napoléon Roinard, peintre, librettiste et poète libertaire français (° 4 février 1856),
- 6 novembre : Adolf Wölfli, artiste suisse d'art brut (° 29 février 1864),
- 23 novembre : Maurycy Minkowski, peintre polonais d'origine juive (° 1881),
- 2 décembre : Herman Johannes van der Weele, peintre néerlandais (° 13 janvier 1852),
- 17 décembre : Nikolaï Kassatkine, peintre et professeur russe puis soviétique (° 25 décembre 1859),
- 28 décembre : Antonio Mancini, peintre italien (° 14 novembre 1852),
- 29 décembre : Kiichi Okamoto, peintre et illustrateur japonais (° 12 juin 1888),
- Date précise inconnue :
  - Federico Andreotti, peintre italien (° 6 mars 1847),
  - Ricardo Giovannini, peintre, comédien, chanteur, metteur en scène, photographe et décorateur italien (° 1853),
  - Guydo, peintre, affichiste, dessinateur et illustrateur français (° 22 août 1868),
- 1930 ou 1936 :
- Jean Enders, peintre français (° 22 août 1861).